# Guaicamacuto
Guaicamacuto fue un cacique, líder espiritual y guerrero Caribe, con grandes dotes de estadista, comerciante y embajador, desde 1558 luchó junto a Guaicaipuro contra el avance del imperio español en la región nortecostera de Venezuela, fue el principal promotor de la Confederación Indígena retirándose en 1568. Los españoles reconocen su señorío en las costas del litoral central de la antigua Provincia de Caracas hasta su muerte.

## Biografía
Guaicamacuto fue jefe guerrero Tarma, cacique, comerciante y diplomático, de origen Guaiquerí que ocuparon los valles de los Tarmas y se extendieron por toda la región del Litoral Central de Venezuela, su señorío ocupaba las tribus de las costas norte-costera de Venezuela, dirigía en alianza con los caciques Paisana, Naiguata, Guaimacuare, Maiquetía, Prepocunate, Charayma, la región y reconocían su liderazgo. Su principal puerto comercial estaba ubicado para entonces en Macuto denominado por Oviedo y Baños como puerto de Guaicamacuto. Se levantó en armas contra el avance colonizador en 1558, tras ser prevenido por Guaicaipuro que peligraba el comercio a través de su puerto, por la erección del puerto español de El Collado, por parte del capitán general Francisco Fajardo que lo fundó en lo que hoy es Caraballeda ( en honor al gobernador Pedro Collado) ante ello, Guaicamacuto formó la Alianza de Uvero con Terepaima, Paisana, Catia y Paramacay, expulsando Fajardo. Luego planteó una alianza de mayor magnitud que abarcará todos lo pueblos indígenas para la lograr la victoria, acordando con los principales caciques de la región, particularmente de las Tribu señoriales de Los Teques, los Mariches, así como Arahuacos, Meregotos y Quiriquires, para llevar a cabo una Asamblea, que se realizó en el lugar de Maracapana. En esta Asamblea se propuso al cacique Guaicaipuro como jefe de jefes, por sus dotes de líder victorioso aceptado por la mayoría, Guaicamacuto unió de inmediato sus fuerzas a él igualmente Aramaipuro, la mayoría de las tribu de acuerdo con el nombramiento da existencia a la Confederación Indígena, sin embargo, las intrigas lo desalienta y se retira de la alianza en 1568, su retiro lo celebró el capitán general español Diego de Losada como fecha de la rendición indígena, sin embargo la guerra se extendería hasta 1577 con el terrible resultado de exterminios, epidemias, saqueos de piratas, desplazamiento de los indígenas hacia el sur, la devastación de las tierras productivas y el casi despoblamiento de las colonias españolas. Sin embargo en las costas dominadas por Guaicamacuto logró mantener su señorío hasta su muerte.
Fue un hábil comerciante donde trataba con españoles, con las tribus Guaiqueri, y Cumanagotos, con bucaneros, corsarios y piratas, a través del Puerto de Guaicamacuto que se ubicaba, según el historiador y cronista Oviedo y Baños, a legua y media del Puerto de la Guaira. Guaicamacuto se caracterizó por su diplomacia y negociación tras culminar la Guerra IndoHispánica ante la derrota de la confederación, capituló ante los españoles, sin embargo logró mantener autonomía sobre la regiones en lo que los españoles denominaban República de Indios, pero cedió el Puerto de El Collado renombrado por Diego de Losada como Caraballeda. Guaicamacuto fue el primero en plantear una confederación y quien reconoció a Guaicapuro como líder absoluto de todas las naciones de la región centro costera, adoptó a Urimare, la hija guerrera del cacique Aramaipuro, cuando este murió enfrentado a piratas ingleses y con ella Guaicamacuto logró que esta tomara el control de Los Mariches y se erigiera como líder espiritual y cacica.

### Encuentro con Francisco Fajardo
En 1555 Guaicamacuto recibe a Francisco Fajardo, mestizo de las tierras de Margarita, que decidió emigrar con su familia y propiedades de la isla a "tierra firme" en búsqueda de asentarse en el territorio con ayuda de Guaicamacuto, pues este estaba hermanado con su madre Isabel que era hija del Cacique Charaima, además Fajardo era primo del cacique Naiguata segundo más poderoso de la costa. Fajardo era conocedor de la lengua Caribe y su recibimiento por Guaicamacuto se debió a dicho emparentamiento y el dominio del lenguaje. Guaicamacuto le cedió un territorio para que asentase allí su familia, Francisco Fajardo funda el Puerto del Collado en homenaje al Gobernador de la provincia de Venezuela de entonces. Sin embargo los verdaderos planes de Fajardo era colonizar el territorio, y explorar el valle de Caracas, por el conocimiento previo de las minas, tierras fértiles y rutas de comercio, así llegó a los valles de Aragua donde se encuentra con Guaicaipuro que también logra un encuentro amistoso, y lo escolta a los límites con el imperio español, de allí se desplaza a El Tocuyo, Antigua Provincia de Venezuela, estando allí el gobernador lo designa Capitán General donde lo autoriza a conquistar el territorio de Caribana.

### Guaicaipuro y Guaicamacuto

#### Destrucción del Puerto español de EL Collado
Guaicaipuro conociendo el interés español por tomar control de la minas, las tierras, rutas, alerta a Guaicamacuto y este decide su expulsión y prepara la destrucción del puerto de El Collado, sin embargo Guaicamacuare perro a Fajardo que logra infructuosamente defenderse en el lugar de "panecillos" y decide retirarse del territorio. En 1562 el conquistador Juan Jorge de Quiñónez y a sus soldados invaden y refundan El Collado no obstante, el cacique Guaicamacuto junto a Pararian emboscaron y dieron muerte a los invasores. Fajardo planifica nuevamente recolonizar la región pero coincidió con el arribo de Lope de Aguirre a Margarita que desvió su atención hacia la isla que estaba siendo asediada por Aguirre y sus "marañones" quienes se declaró antimonarquico y desafió al imperio español en el virreinato del Perú y, cruzando los ríos amazónicos, llegó al delta venezolano. Francisco Fajardo logra que Aguirre salga de Margarita y toma rumbo a Borburata, los españoles temerosos de los éxitos de Fajardo y su origen mestizo, fraguan una conjura contra él y es condenado y ajusticiado en la Provincia de Nueva Andalucía por anuencia de su gobernador.

#### Derrota española en los Valles de Aragua
La defensa española ante las acciones del "Tirano" Aguirre complicó la guerra colonizadora contra los pueblos indígenas, lo que aprovechó Guaicaipuro para terminar de expulsar a los españoles de la región central. La llegada de Aguirre sumió la provincia de Venezuela en un clima de total conmoción que los Caribes de la región de Caracas lograron aprovechar. Guaicamacuto unido a Guaicaipuro y logró detener y derrotar a ejércitos ordenados por el Imperio Español que incursionaban en el territorio de la provincia de Caracas, donde muere Juan Rodríguez Suárez (militar español y fundador de Mérida), Diego García de Paredes y Vargas quien venció al imperio Inca junto a Pizarro y fundador de Trujillo, Luis de Narváez, Juan Jorge de Quiñónez, así mismo, derrotan las incursiones de navíos, Guaicaipuro había puesto en jaque el dominio de Felipe II en "tierra firme" la alerta de estas derrotas preocupó a las autoridades de Venezuela, al morir Aguirre, el emperador Felipe II en 1565 manda a enfrentar a Guaicaipuro y para ello envío desde la península a Pedro Ponce de León como nuevo gobernador de la Provincia de Venezuela, dotado con armas (arcabuces y espadas, pertrechos), así como estrategas militares veteranos en las guerra contra los árabes en África, todos ello venido de España, donde se le sumaron pobladores súbditos del Rey en Venezuela, y disidentes marañones, es oportuno decir que hasta 300 años después, con Pablo Morillo en 1815 no vendrá un funcionario con semejante fuerzas e instrucciones precisas de sometimiento (pacificación) venidas de España. Ponce de León nombró por instrucciones de la Corona a Diego de Losada conocedor del país y vencedor en muchas batallas, con el grado supremo de Capitán General para dirigir las fuerzas, y para justificar su acción " ya que los indios eran considerados súbditos por Real Decreto" acusó sin pruebas a los indios del fallecimiento de Fray Obispo de Charcas y así lograr más adeptos al tocar la fibra religiosa.

#### Derrota de Los Teque en el Valle del Miedo
Con un ejército bien apertrechado donde participaron Francisco Infante, Garci González de Silva, Gustavo de Ávila, Juan de Guevara, Francisco Maldonado y muchos pobladores circunvecinos, e indios de caciques aliado a los españoles, avanzan de Valencia a Caracas, al entrar en el Valle de Aragua , Guaicaipuro le hace frente en una batalla frontal, en el Valle del Miedo, en este enfrentamiento Guaicaipuro se da cuenta de que venían mejor preparados y aun cuando logró detenerlos, la cantidad de bajas lo obligó ante una victoria pírrica, a retroceder y desplegarse para organizar una nueva estrategia.

### Confederación Indígena
Informados del avance español Guaicamacuto plantea una alianza que unifique a las tribus indígenas de la región tanto los caribes como los arahuacos y Jiraharas. Para ello se realizó una asamblea en Maracapana donde se reunieron los principales jefes guerreros, líderes espirituales y caciques de las Tribu más aguerridas de la región centro costera, sin embargo las rivalidades e intrigas entre unas y otras no se hicieron esperar en la asamblea, principalmente entre los Quiriquires y Los Teques, no obstante Guaicamacuto muy respetado en la región, propuso a Guaicaipuro como Jefe de jefes o Guapotori, el cual fue aprobado, que según la obra de Oviedo y Baños lo hacía equivalente al rango español de Capitán General. Los españoles, conociendo lo peligroso de que se concretara dicha alianza, fomentan intriga contra Guaicaipuro por infiltración de los españoles en los indios Teque, y otra por su enemistad histórica entre estos y los Quiriquires, sobre todo contra el liderazgo de Guaicaipuro.

### Batalla de Maracapana
EL ejército Indígena decidió reunirse en la sabana de Maracapana (sitio de las Maracas), una llanura cerca de la laguna de Catia, en las inmediaciones de lo que hoy es el Parque del Oeste y Plaza Sucre de la ciudad de Caracas. No obstante, Guaicaipuro no acudió al encuentro y los españoles lograron detener, con apoyo de marañones e indios traidores, con escaramuzas para evitar su encuentro. La no llegada provocó la suspicacia y división que buscaban los españoles, y sus detractores lo acusaron de traicionarlos, por lo que Guaicamacuto, que sabía que era imposible vencer a los españoles sin el liderazgo de Guaicaipuro, decidió retirarse a la costa. Aramaipuro que siempre tuvo una alianza con Guaicamacuto, al ver la decisión también se retira. La dirección de la confederación pasa a ser liderada por Terepaima dándose la batalla el 27 de mayo de 1567 con los resultados conocidos. Diego de Losada, ubicado en Caracas, adjudicó el éxito de su estrategia a sus peticiones a Santiago Apóstol por lo que cambio el nombre de San Francisco a Santiago el 25 de junio del mismo año.

#### Guaicamacuto y Diego de Lozada
Ante la feroz resistencia indígena, y por orden del gobernador Ponce de León, Diego de Losada, se entrevista con Guaicamacuto para negociar la paz, el 8 de septiembre de 1567, reconociendo la república de indios donde la integran Baruta, Aramaipuro y Guaicamacuto en la negociación permitió a los españoles refundar el puerto del el Collado rebautizado como puerto de Nuestra Señora de Carballeda.

### Urimare
Urimare fue una guerrera Mariche cuyo dominio se extendió por toda la costa de la región central, fue adoptada por Guaicamacuto al morir su padre Aramaipuro. Guaicamacuto, Aramaipuro y Guaicaipuro eran caribes (kariñas) de la nación Tarma posiblemente de ascendencia Guaiquerí perteneciente a la oleada Caribe que se asentó en las costas de la región central, valles de los Teques, valle de Caracas y hacia la montañas de los mariches ricas en tierras fértiles, minas de oro, agua y muchos más recursos que desplazó a los Arahuacos.
Guaicamacuto tenía una fuerte alianza con Aramaipuro  y Guaicapuro , alianza que formaba una llave que protegía los recursos de los valles y minas, de Caribana, obligando al comercio condichos señoríos. Con la invasión española surge el puerto de Caraballeda, que monopolizó el comercio a favor de España, en detrimento de franceses, holandeses e ingleses por lo que fue blanco de los piratas, que eran enemigos de España. Walter Raleigh pirata inglés invade la provincia de Nueva Andalucía, siendo enfrentados por Aramaipuro en Cumaná por petición del español Antonio de Berrios de la Provincia de Nueva Andalucía y los Cumanagotos, Aramaipuro muere, no obstante por la feroz resistencia, el pirata se retira derrotado de la ciudad, no sin antes secuestrar a Urimare como venganza contra los Mariches. Confinada en el buque, el temible pirata se prenda de ella y en un descuido ella clava una lanza en la pierna de Raleigh y huye por mar, hasta ser capturada por los españoles, y enviada a un convento, donde escapa y se refugia en las tierras de Guaicamacuto. Éste, por lealtad a Aramaipuro, la adopta como hija, ella lo sucederá a su muerte como poderosa reina de la región centro costera de Caracas.

#### Amias Preston
No solo Walter Raleigh azotó la región, Guaicamacuto debió movilizar el pueblo costero en retirada ante la llegada de dos famosos Piratas del Caribe, George Somers,  y Amyas Preston que venían con la intención de saquear Caracas, sabotear el comercio Español, bloquear las rutas, tomar el oro y control de las minas y contrabandear. Sin embargo, la situación ventajosa de la ciudad rodeada de una muralla natural como el Waraira Repano hacia impenetrable cualquier aventura pirata y como toda empresa invasora, no contaba con apoyo interno, solo Amyas Preston en 1595 lo logró, arribó al puerto de Guaicamacuto en Macuto con 6 buques. Guaicamacuto para proteger su población se retiró a buen resguardo. Igualmente la población de Caracas se replegó a la llegada del pirata. Preston se desplaza de Macuto a la Huaira (puerto de La Guaira) en busca del camino español, allí Guaicamacuto lo ataca por sorpresa obligándolo a retroceder a Macuto, no obstante Preston captura un indio que le devela una ruta alterna que lo lleva a Caracas, al recorrerla con 500 hombres armados. En la entrada a la ciudad es enfrentado solo por un hombre en armadura a caballo llamado Villapando que quedó como un hecho fabulado de quijotada, Preston saqueó la ciudad y se retiró de la misma.

### Fallecimiento
Guaicamacuto fallece a muy avanzada edad en las primeras décadas del siglo XVI, fue un cacique que siempre defendió a su pueblo, y sus acciones fueron siempre en ese sentido y reconocido por los invasores, fue llamado Rey por parte del gobierno español a igual que Baruta, y sus tierras reconocidas como República de Indios. Sin embargo, Los Tarmas fueron despareciendo debido a epidemias, guerras, manumisión y por la ambición de tierras y desplazamientos forzados por parte de los criollos a terrenos inhóspitos hasta desaparecer.

## Homenajes
Guaicamacuto participó en la resistencia indígena como lo muestran pocas obras escritas que dejaron fe de este acontecimiento, que caracterizó el siglo XV y XVI de Venezuela, ante ello es bautizado el Buque de vigilancia: ANBV Guaicamacuto (GC-21) reivindicando aquellas luchas históricas de los pueblos originarios.
Igualmente llevan el nombre de Guaicamacuto: escuelas, plazas, hoteles, toponimios y regiones principalmente en el estado Vargas.